# 菲乌马拉
菲乌马拉（義大利語：Fiumara），是意大利雷焦卡拉布里亚省的一个市镇。总面积6平方公里，人口1087人，人口密度181.2人/平方公里（2009年）。ISTAT代码为080034。